# Karri Hietamäki
Karri Hietamäki (né le 20 septembre 1969) est un fondeur finlandais.

## Championnats du monde
- Championnats du monde de ski nordique 1995 à Thunder Bay  Canada:
  -  Médaille d'argent en relais 4 × 10 km.

## Coupe du monde
- Meilleur classement final: 35e en 1995.
- Meilleur résultat: 10e.